# شهراد ملک فاضلی

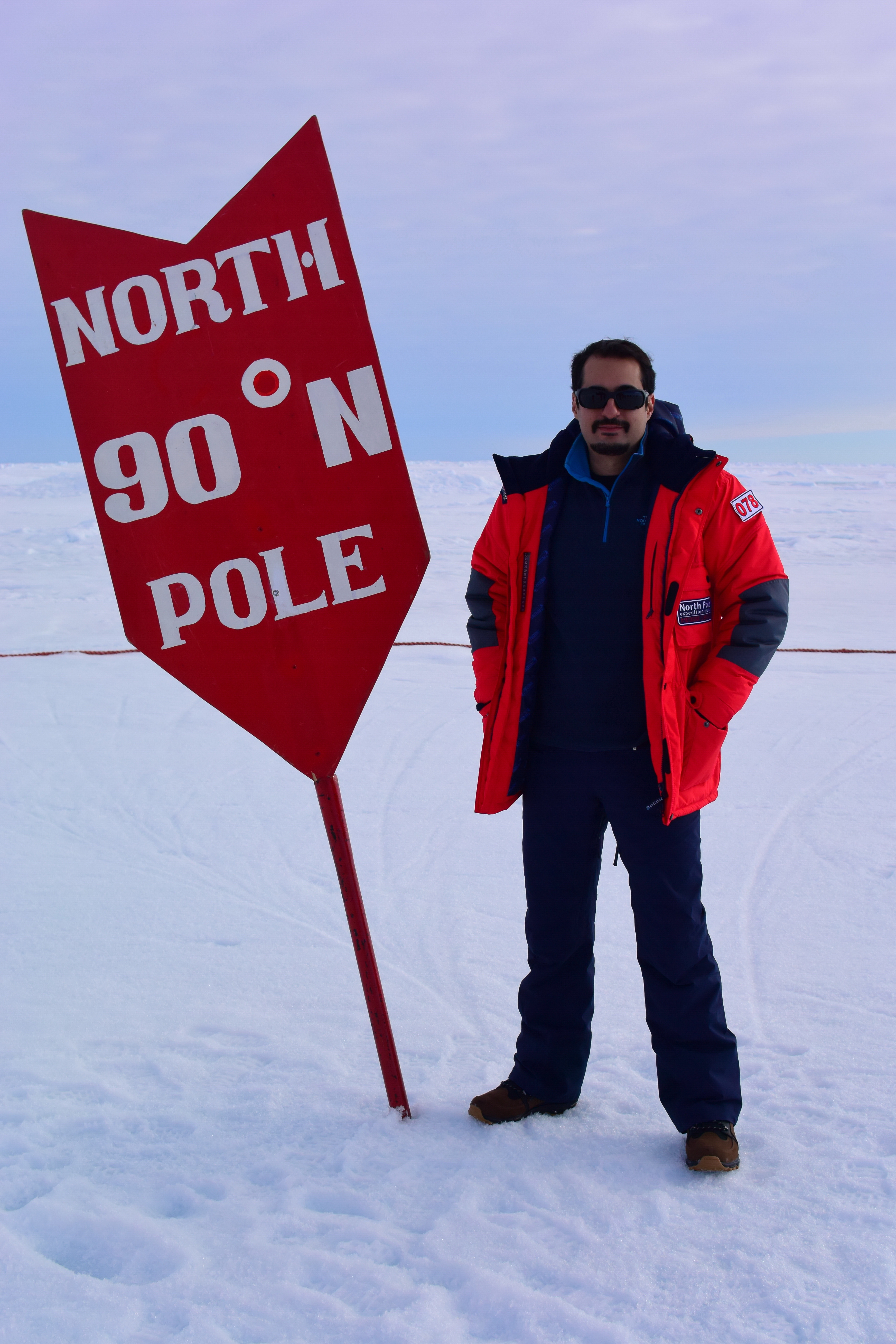

شهراد ملک فاضلی در سال ۱۳۵۴ در تهران متولد شد. در سن ۱۵ سالگی تحت تعلیم نقاش واقعگرای ایران - مرتضی کاتوزیان - قرار گرفت. وی در سال ۱۳۸۰ در رشته گرافیک فارغ‌التحصیل شد. در سال ۱۳۸۲ در نمایشگاه گروهی آتلیه‌کارا شرکت کرد و در همان سال آتلیه نقاشی شخصی خود را با نام شهراد تأسیس کرد. در سال ۲۰۰۴ میلادی او به عنوان یکی از صد نقاش برگزیده در دومین مسابقه سالن مرکز احیای هنر آمریکا مفتخر به دریافت تقدیر نامه شد. او در نمایشگاه‌های بسیاری در داخل و خارج از کشور شرکت نموده و آثارش در نشریات مختلف به چاپ رسیده است. اثر اطعام یک جوجه در نمایشگاه دو سالانه فرانسه به عنوان بهترین اثر از سوی مردم انتخاب شد و همچنین اثر غبارروبی خاطرات نیز در موزه مآم بارسلون به نمایش گذاشته شد.
وی همچنین از جهانگردان ایرانی است که موفق شد در تیر ماه سال ۱۳۹۵ به عنوان دومین ایرانی بر بلندترین نقطه زمین مدار نود درجه قطب شمال قدم بگذارد. همچنین در بهمن ماه همان سال موفق به صعود به بام آفریقا قله کلیمانجارو شد. او همچنین مشغول نوشتن سفرنامه اش است که در آینده به چاپ خواهد رسید.